# Anatolij Tyimofejevics Fomenko
Anatolij Tyimofejevics Fomenko (orosz: Анато́лий Тимофе́евич Фоме́нко) (Doneck, 1945. március 13.) matematikaprofesszor a Moszkvai Állami Egyetemen, az Orosz Tudományos Akadémia tagja.
Anatolij Fomenko a teljes világtörténelmet, különös tekintettel a kronológiát vette össztűz alá ("Új Kronológia"). Például több ezer évet tüntet el nagyvonalúan elméletében, azt állítva, hogy az emberiség írott története nincs még 1500 éves sem, valamikor a 800-as években kezdődött, ezután van kétszáz éves megszakítás, ezekről az esztendőkről ebben a rendszerben nem tudunk semmit, majd 1000-től vannak ismét pontosabb forrásai a történésekről.

## Új kronológia
Az Anatolij Fomenko-féle „új kronológia” elmélete az egész időszámítás átrendezését javasolja, amelyet teljesen hibásnak tart. Ilyen módon az ókort a középkorba helyezi. Az alapgondolatot Fomenko az orosz Nyikolaj Alekszandrovics Morozov (1854–1946) munkásságára helyezi, holott előzményei már Jean Hardouin (1646–1729) munkásságában megtalálhatóak. Teóriáit hétkötetes könyvsorozatban tette közzé, amely a Történelem: Fikció vagy tudomány? címet viseli. Az „új kronológia” időbelisége sokkal rövidebb mint a hagyományos időszámításé, mivel egybevonja az ókort és a középkort. Fomenko szerint az emberiség írott történelme nem lehet az i. sz. 800-nál előbbi, 800 és 1000 közötti eseményekről alig lehet tudni valamit, és a legtöbb esemény pedig 1000 és 1500 között történt. A történelemtudomány képviselői elutasítják eme elméletét, áltudományként tartva és módszertanát kétségesnek. Ennek ellenére sok olvasót tett magáévá, ehhez az is hozzájárulhatott, hogy az összeesküvés-elméletek között tartják számon. A Szovjetunió szétesése után nem volt egyedüli jelenség, mivel mások is hasonló elmélettel lepték meg a világot. Ilyen Gleb Vlagyimirovics Noszovszkij, Fomenko egyik társa, vagy Jordan Tabov, bolgár matematikus, aki a Balkánt kutatta.

### Története
A történelmi időszámítás hitelességét megkérdőjelező teóriák gyártása már a 17. században elkezdődött. Jean Hardouin felvetette, hogy nagyon sok ókori irat sokkal később születhetett, mint ahogyan a történelemírás kezeli őket. 1685-ben idősebb Plinius Naturalis Historia egyik változatát adta ki, amelyben állítja, hogy az ókori latin és görög szövegeket Benedek-rendi szerzetesek hamisították volna. Hasonlóan Sir Isaac Newton is az ókori időszámítás vizsgálata közben rendellenességeket vélt találni az időszámításban, és saját időszámítást javasolt az argonauták utazására, a trójai háborúra és Róma alapítási időpontjára. 1887-ben Edwin Johnson történész (1842–1901) kifejezte véleményét, miszerint a korai keresztény történelem a második és harmadik századok szüleményei vagy átírásai. 1909-ben Otto Rank (1884–1939) hasonmások létezésére hozta fel a figyelmet a különböző műveltségek írott történelmében. Fomenko 1973-ban figyelt fel Nyikolaj Morozov munkásságára. 1980-ban a Moszkvai Állami Akadémián néhány társával együtt pár kiadványt jelentetett meg Új matematikai módszertan a történelemben címmel. Nemsokára enyhe népszerűség élvezete után Fomenko elmélete nem került elfogadásra. 1996-ig munkássága már magába foglalta egész Oroszországot, Törökországot, Kínát, Európát és Egyiptomot.

### Állításai
Fomenko elméletének központjában egy hatalmas nagy szláv–türk birodalom áll, amelyet ő az „Orosz Hordának” nevez. Állítása szerint e birodalom állt Eurázsia történelmének kialakulásának központjában a 17. századig. Az ókori és középkori népek mint a szkíták, hunok, gótok vagy bolgárok, a polézok, drevljánok, besenyők és másokon keresztül, egészen a jelenkori kozákok, ukránok, és beloruszokig mind, mind elemei az egykori „Orosz Hordának”. Fomenko szerint Jézus személye több elem összevonásából adódóan jött létre. A legvalószínűbb törzsalak (prototípus) maga I. Andronikosz bizánci császár (1152–1185) volt. Továbbá, olyan szereplők és személyek tulajdonságainak összeolvasztása mint Elizeus próféta (850-800 Kr. e. ?), VII. Gergely pápa (1020?–1085), Nagy Szent Vazul (330–379), vagy akár Li Jüan-hao kínai császár, aki 1032–48 között uralkodott, Euklidész és Dionüszosz. E sok személy közötti különbséget Fomenko a nyelvek közötti átírásokkal, az időbeli és szempontok különbözőségével magyarázza. Nézőpontja szerint Jézus 1152-ben született és 1185-ben lett keresztre feszítve a Józsué-dombon (törökül Yuşa tepesi) a Boszporusznál. Fomenko hasonló módon összevonja Jeruzsálem, Róma és Trója városát és történelmét, kijelentve, hogy ez valójában „Új Róma” amely Jézus jeruzsálemi bevonulásának színhelye (a 12. és 13. században) s ez nem más mint a Yoros vár (törökül Yoros kalesi). Yoros vártól délre van a Józsué-domb, amely véleménye szerint a biblikus Kálváriával egyenlő. Fomenko állítása szerint a Hagia Szophia nem más, mint Salamon temploma, és Salamont I. Szulejmánnal (1494–1566) azonosítja. Másfelől, szerinte Róma jelenthet több várost vagy királyságot amely különböző helyen, különböző történelmi időben létezhetett.

#### Módszertan
Fomenko a matematikai statisztikát használja a hasonmások felfedezésére, legyen az történelmi esemény, szereplő vagy egy város, királyság megjelenítése a történelmi könyvek oldalain. Ha a hasonlóság egy bizonyos sorrenden belül esik, akkor azonos eseményről, szereplőről vagy helységről beszélhetünk. Így adódnak a fentebb is említett összevonások vagy például az, hogy a Német-római Birodalom egyenlő a Habsburg Birodalommal. Az ő véleménye szerint nem azonos számú oldalt fog elfoglalni a háborús időkben zajlott események említése, leírása mint a békebeli eseményeké. Ezennel erről egy térképet lehet alkotni a feltüntetett időszámokkal és majd ezeket össze lehet hasonlítani egymás között. Ha a hasonlóság elég közeli, akkor azonosnak számítanak. Például Fomenko összehasonlítja Róma Titus Livius szerint írt történelmét és Róma orosz történészek által leírt történelmét, mint Vlagyimir Szergejevics Szergejev. Ha a kettő elég hasonlóságot (korrelációt) mutat, akkor pont ugyan arról a leírásról van szerinte szó. Korszerű leírásokat is összehasonlít, amelyek különböző időszakok leírásával foglalkoznak, ezzel a csekély hasonlóságokat is „felfedezve”. Ezen fejtegetésekből úgy véli, hogy az ókori Róma és a középkori Róma történelme ugyanaz, mivel magas hasonlóságot mutat. A csillagászati számítások legtöbbjét megbízhatatlannak tartja, mivel a beszámolók vagy hibásak vagy nem létező eseményekről számolnak be. Más, objektívebb módszereket is megbízhatatlannak tart, mint például a szénizotópos kormeghatározást, vagy a numizmatikát is.
A legtöbb hivatásos történész, ahogy Oroszországban, úgy világszerte is, Fomenko nézeteit áltudományosnak tartja.

## Publikációi

### Matematika
- Mathematical Impressions, by A. T. Fomenko and Richard Lipkin, American Mathematical Society, 1990, 184 pp. ISBN 0-8218-0162-7
- A.V.Bolsinov and A.T. Fomenko : Integrable Hamiltonian Systems: Geometry, Topology, Classification (Hardcover), ISBN 0-415298-05-9
- A.T. Fomenko Differential Geometry and Topology Plenum Publishing Corporation. 1987. USA, Consultants Bureau, New York and London
- A.T. Fomenko Variational Principles in Topology. Multidimensional Minimal Surface Theory. Kluwer Academic Publishers, The Netherlands, 1990
- A.T. Fomenko Topological variational problems. – Gordon and Breach, 1991
- A.T. Fomenko Integrability and Nonintegrability in Geometry and Mechanics. Kluwer Academic Publishers, The Netherlands, 1988
- A.T. Fomenko The Plateau Problem (vols. 1, 2). Gordon and Breach, 1990. (Studies in the Development of Modern Mathematics)
- A.T. Fomenko Symplectic Geometry. Methods and Applications. Gordon and Breach, 1988. Second edition 1995
- A.T. Fomenko, Dao Chong Thi Minimal surfaces and Plateau problem. USA, American Mathematical Society, 1991
- A.T. Fomenko, V. V. Trofimov Integrable Systems on Lie Algebras and Symmetric Spaces. Gordon and Breach, 1987
- A.T. Fomenko, A.A.Tuzhilin Geometry of Minimal Surfaces in Three-Dimensional Space. USA, American Mathematical Society. In: Translation of Mathematical Monographs. vol.93, 1991
- A.T. Fomenko Topological Classification of Integrable Systems. Advances in Soviet Mathematics, vol. 6. USA, American Mathematical Society, 1991
- A.T. Fomenko Tensor and Vector Analysis: Geometry, Mechanics and Physics. – Taylor and Francis, 1988
- A.T. Fomenko, S.V.Matveev Algorithmic and Computer Methods for Three-Manifolds. Kluwer Academic Publishers, The Netherlands, 1997
- A.T. Fomenko, T.L. Kunii Topological Modeling for Visualization. – Springer-Verlag, 1997
- B. A. Dubrovin, S. P. Novikov, A.T. Fomenko Modern Geometry. Methods and Applications. Springer-Verlag, GTM 93, Part 1, 1984; GTM 104, Part 2, 1985. Part 3, 1990, GTM 124.
- A.T. Fomenko, S. P. Novikov The basic elements of differential geometry and topology. Kluwer Acad. Publishers, The Netherlands, 1990
- A.T. Fomenko, A. V. Bolsinov Integrable Hamiltonian Systems: Geometry, Topology, Classification. Taylor and Francis, 2003

### Történelem
- A.T. Fomenko et al.: History: Fiction or Science? Chronology 1, Introducing the problem. A criticism of the Scaligerian chronology. Dating methods as offered by mathematical statistics. Eclipses and zodiacs. ISBN 2-913621-07-4
- A.T. Fomenko et al.: History: Fiction or Science? Chronology 2, The dynastic parallelism method. Rome. Troy. Greece. The Bible. Chronological shifts. ISBN 2-913621-06-6
- A.T. Fomenko et al.: History: Fiction or Science? Chronology 3, Astronomical methods as applied to chronology. Ptolemy’s Almagest. Tycho Brahe. Copernicus. The Egyptian zodiacs. ISBN 2-913621-08-2
- Nosovsky G.V., Fomenko А.Т. «Russia. Britain. Byzantium. Rome. History: Fiction or Science? Chronology vol. IV»,— Paris, London, New York: Mithec, Delamere Resources LLC, 2008, 727 pp.
- A.T. Fomenko Empirico-Statistical Analysis of Narrative Material and its Applications to Historical Dating. Vol.1: The Development of the Statistical Tools. Vol.2: The Analysis of Ancient and Medieval Records. – Kluwer Academic Publishers. The Netherlands, 1994
- A.T. Fomenko, V. V Kalashnikov., G. V. Nosovsky Geometrical and Statistical Methods of Analysis of Star Configurations. Dating Ptolemy's Almagest. – CRC-Press, USA, 1993
- A.T. Fomenko New Methods of Statistical Analysis of Historical Texts. Applications to Chronology. Antiquity in the Middle Ages. Greek and Bible History. Vols.1, 2, 3. – Edwin Mellen Press. USA. Lewiston. Queenston. Lampeter, 1999
- Fomenko A.T. «Antiquity in the Middle Ages. Greek and Bible History»,— USA, Lewiston, Queenston, Lampeter: The Edwin Mellen Press, (Scholary Monographs in the Russian Language), 1999
- Fomenko A.T. «Some new empirico–statistical methods of dating and the analysis of present global chronology»,— London: The British Library, Department of printed books. Cup. 918/87, 1981